# Variscita
La variscita (denominada en alguna ocasión también como utahlita) es un mineral compuesto de fosfato de aluminio di-hidratado (AlPO4·2 H2O) de color generalmente verde azulado. Este mineral de tipo aluminofosfatita ha cristalizado en un sistema cristalino ortorrómbico. Fue descrita por primera vez en el año 1837 por el minerólogo August Breithaupt cuando se encuentra en Variscia, el nombre histórico en latín de la región de Vogtland en Alemania. Se emplea desde antiguo en la elaboración de elementos gemológicos como son las cuentas, abalorios, o cabujones.

## Propiedades
Se trata de un mineral que puede ser verde azulado hasta un color rojo. Posee pautas de color. A veces se confunde con minerales similares como la turquesa, el jade, la crisoprasa. Es un mineral procedente del fosfato de aluminio di-hidratado que en raras ocasiones aparece en forma de cristales, formando en sus afloramiento grandes masas. Su dureza en la escala de Mohs es de 4 a 5.

## Yacimientos
Por regla general se producen depósitos en aguas con alto contenido de fosfatos en contacto con rocas de contenido de aluminio. En islas y en cuevas, el fosfato se produce por descomposición del guano. La variscita se utilizó en Europa para fabricar ornamentos personales, especialmente cuentas, desde el Neolítico habiéndose encontrado en múltiples yacimientos prehistóricos, hasta el norte de Bretaña. Su utilización continuó durante la Edad del Bronce y en época romana, aunque hasta el siglo XIX no se determinó que toda la variscita utilizada en Europa procedía de tres yacimientos en España. El de Gavá (Barcelona),  es probablemente el que comenzó a explotarse en el Neolítico antiguo. Desde 1993, las minas, con galerías subterráneas, son un parque arqueológico visitable.  En el sinforme de Alcañices, en  Palazuelo de las Cuevas, localidad que forma parte del municipio de San Vicente de la Cabeza (Zamora) se encuentran restos de labores antiguas, al menos de finales del Neolítico, pero que probablemente conocieron su apogeo en época romana ya que cerca de Palazuelo se encuentran restos de un poblado romano, con abundantes fragmentos de variscita cortada en la superficie del terreno, También se ha encontrado variscita, con restos de labores antiguas, en el llamado Sinforme de Terena, en  Encinasola (Huelva).  Otras localizaciones notables por los ejemplares de variscita encontrados en ella son Lucin y Fairfield, ambas en el estado de Utah (Estados Unidos).